# Molnár Anna (szinkrondramaturg)
Molnár Anna (Budapest, ?) szinkrondramaturg.

## Életpályája
A budapesti Szilágyi Erzsébet Gimnáziumban érettségizett, majd az Eötvös Loránd Tudományegyetem Bölcsészettudományi Karán olasz nyelv – népművelő szakon diplomázott.
Az egyetem befejezése után két évig lektorként, majd szinkrondramaturgként közel húsz évig a Pannónia Filmstúdióban, majd jogutódjában, a Videovox Szinkron- és Videóvállalatban dolgozott, többek között olyan kitűnő szakemberek mellett, mint Szeredás András. Itt sajátította el e nem hétköznapi szakmát. Neve főleg francia és olasz filmek szinkronizálása és feliratozása révén lett ismert, melyeket eredeti nyelvből ültetett át.
Az állami cégek megszűnését követően szellemi szabadfoglalkozásúként saját cégeiben dolgozik, megrendelői elsősorban a Duna Televízió, az MTV, az HBO, és különböző filmforgalmazó cégek, mint a Budapest Film, az SPI Magyarország, a Best Hollywood. Nevéhez fűződik számos népszerű tévésorozat ugyanúgy, mint a francia és olasz filmművészet kitűnő alkotásai.

## Díjai
- Balázs Béla-díj (2007)

## Néhány általa fordított film
J-L. Godard
- Bolond Pierrot
- Alphaville
- Éli az életét
- Hímnem-nőnem
- Keresztneve: Carmen
- Megvetés
- Új hullám
- Üdvözlégy Mária
- Szenvedély

F. Truffaut
- Zsebpénz
- Két angol lány és a kontinens
- A menyasszony feketében volt
- Egy olyan szép lány, mint én

A. Resnais
- Amerikai nagybácsim
- Az élet kész regény
- Stavisky

B. Blier
- Hidegtál
- Elő a zsebkendőket!
- Az én pasim
- Túl szép hozzád

R. Bresson
- Egy falusi plébános naplója
- A pénz

Bunuel
- A nap szépe

Renoir
- Dr. Cordelier végrendelete

Cocteau
- A kétfejű sas

Malle
- Milou májusban

Tavernier
- Elkényeztetettek
- Conan kapitány

Carax
- A Pont-Neuf szerelmesei
- Rossz vér
- PolaX

Beineix
- Betty Blue

Ferreri
- Milyen jóízűek a fehérek

Olmi
- A facipő fája

F. Ozon
- Szappanoperett
- Bűnös szerelmesek
- Vízcseppek a forró kövön
- Homok alatt
- 8 nő
- Swimming pool
- 5x2
- Utolsó napjaim

Haneke
- Zongoratanárnő
- Farkasok ideje
- Rejtély

Joszeliani
- Hétfő reggel
- Őszi kertek

Guédiguian
- A nyugodt város

Chabrol
- Senki többet
- A szép Serge
- Ecetes csirke

Lelouche
- Vannak napok és holdak

Leconte
- A sziget foglya
- A fodrásznő férje
- Két apának mennyi a fele
- Intim vallomások

Lizzani
- Szegény szerelmesek krónikája

Wargnier
- Kelet-Nyugat
- Indokína

Krzysztof Kieślowski
- Veronika kettős élete

A. Jaoui
- Mint egy angyal

Barratier
- Kóristák
- Himalája, az élet sója
- Külvárosi mulató

Dupeyron
- M. Ibrahim és a Korán virágai

D. Arkand
- Barbárok a kapuk előtt

Vallée
- Crazy

Özpetek
- Az utolsó hárem
- Szent szív

Gatlif
- Transylvania

Bertolucci
- Partner

Rohmer
- Az ősz meséje
- Reinette és Mirabelle négy kalandja
- A zöld sugár

Taviani
- Feltámadás
- Vonzások és választások
- Pacsirtavár

De Sica
- Biciklitolvajok
- Csoda Milánóban

Giuseppe Tornatore
- Baaría
- A csillagos ember

Federico Fellini
- RÓMA
- A Hold hangjai

Egyéb
- Jákob rabbi kalandjai (Oury)
- Zsaroló zsaruk (Zidi)
- Jöttünk láttunk, visszamennénk 1.  (Poiré)
- A tökös, a török, az őr meg a nő  (Barberian)
- Pofa be!  (Veber)
- B 13, a bűnös negyed  (Morel)
- Arsene Lupin  (Salomé)
- Tigris a hóban (Benigni)
- Anthony Zimmer (Salle)
- Topmodell a barátnőm (Veber)
- Piaf (Dahan)
- Fekete nap (Zanussi)
- Bárhol vagy (Placido)
- Egyedül nem megy (Berri)
- Párizs (Klapisch)
- Csak egy csók (Mouret)
- Én és a pánikom (Csak semmi pánik) (Rabaglia)
- Csúcskölykök (Sivanyan)
- Kémnők (Salomé)
- Adele, és a múmiák rejtélye (Besson)
- A belső kör (Tuel)
- 22 lövés (Berry)
- Dumas (Nebbou)
- Szerelmi bűnök (Alain Corneau)
- LOL (Lisa Azuelos)
- Nem beszélek zöldségeket (Jean Becker)
- Szerelmes dalok (Ch.Honoré)
- Finánc a pácban (Dany Boon)
- Életrevalók (E. Toledano, O. Nakache)
- Nathalie második élete  (Foenkinos)
- Én, a séf    (Daniel Cohen)
- Valaki más élete  (Sylvie Testud)
- Ízek palotája  (Ch. Vincent)
- A boldogság sosem jár egyedül  (James Huth)
- Raszputyin  (Josée Dayan)
- Rozsda és csont  (Jacques Audiard)
- A csodacsapat   (Olivier Dahan)
- Tajtékos napok   (Michel Gondry)
- A lázadás kora: Michael Kohlhaas legendája
- Elemi szerelem (Liza Azuelos)
- Samba  (E.Toledano, O.Nakache)
- Esélylesők  (Paolo Virzi)
- Emlékek őrzői
- Legújabb testamentum  (Jaco Van Dormael)
- Csokoládé  (Roschdy Zem)
- Jöttünk, láttunk, visszamennénk 3. (Poiré)
- Querelle (Rainer Werner Fassbinder)
- A chateauvalloni polgárok (Serge Friedman, Paul Planchon)